# Federazione cestistica del Niger
La Federazione cestistica del Niger è l'ente che controlla e organizza la pallacanestro in Niger.
La federazione controlla inoltre la nazionale di pallacanestro del Niger. Ha sede a Niamey e l'attuale presidente è Seini Yaye.
È affiliata alla FIBA dal 1963 e organizza il campionato di pallacanestro del Niger.